# تباين الخواص ثنائي القطب
تباين الخواص ثنائي القطب (Dipole anisotropy) هو أحد أنواع تباين الخواص وهو الفارق التصاعدي في تردد الإشعاع القادم من اتجاهات متعارضة والذي ينشأ عن حركة المراقب بالنسبة للمصدر. ونتيجة لهذه الحركة، تتأثر إحدى نهايتي الطيف المكون من 360 درجة بـالانزياح الأحمر، في حين تتأثر النهاية الأخرى بـالانزياح الأزرق. ويتجلى هذا التأثير في قياسات إشعاع الخلفية الميكرويفي الكوني، وهذا يعود إلى حركة الأرض.